# Geringswalde
Geringswalde (phát âm tiếng Đức: [ɡeːʁɪŋsˈvaldə]) là một thị xã thuộc huyện Mittelsachsen, trong bang tự do Sachsen, nước Đức. Đô thị Geringswalde có diện tích 29,93 km², dân số thời điểm ngày 31 tháng 12 năm 2005 là 4880 người. Thị trấn có cự ly 12 km về phía tây bắc của Mittweida, và 27 km về phía bắc Chemnitz.